# Медицинская марихуана
Медици́нская марихуа́на, или медици́нский канна́бис — использование каннабиноидов для того, чтобы лечить болезни или купировать их симптомы. Используется при тошноте, для улучшения аппетита у больных СПИДом, а также против хронических болей и мышечных спазмов. Обладает противоопухолевым действием. Медицинскую марихуану курят, в том числе при помощи вапоризаторов, или употребляют в виде экстрактов или оральных спреев (набиксимолс). Доступны синтетические каннабиноиды, такие как дронабинол и набилон. Рекреационное использование марихуаны запрещено в большинстве стран.

## Медицинское использование
Нет убедительных доказательств того, что каннабис помогает при хронической боли и мышечных спазмах. Доказательства низкого качества предполагают его использование для уменьшения тошноты во время химиотерапии, улучшения аппетита при ВИЧ/СПИДе, улучшения сна и уменьшения тиков при синдроме Туретта. Когда обычные методы лечения неэффективны, каннабиноиды также рекомендуются при анорексии, артрите, глаукоме и мигрени. Неясно, смогут ли американские штаты смягчить неблагоприятные последствия опиоидной эпидемии, назначив медицинский каннабис в качестве альтернативного обезболивающего.
Рекомендуется прекратить употребление каннабиса во время беременности.

## Лечение заболеваний при помощи конопли
Тысячи лет назад конопля уже использовалась в медицинских целях многими культурами. Текущее положение конопли как лекарственного средства противоречиво, есть медицинские общества и ассоциации, которые в данный момент настаивают против применения конопли как лекарственного средства. Американская академия педиатрии не рекомендует использование марихуаны в лечебных целях, пока не завершены исследования. В Америке подано прошение об исключении марихуаны из Списка лекарственных средств, но пока это безуспешно..
Побочные эффекты включают головокружение, усталость, паранойю. Долгосрочные эффекты не ясны, однако при активном употреблении могут включать проблемы с памятью, психическое привыкание, обострение психозов у страдающих шизофренией и проблемы с мотивацией у подростков (однако доказательств связи между снижением мотивации и употреблением каннабиса в общем не выявлено).

### Анорексия при применении антиретровирусной терапии
Лечение ВИЧ-инфекции антивирусными препаратами и иммуномодуляторами помогает добиться временного улучшения состояния больных и продлить им жизнь. Все наиболее эффективные препараты подавляют аппетит, что особенно нежелательно при синдроме истощения, наблюдающемся у больных СПИДом. С целью повышения аппетита в США, Канаде, Великобритании применяется маринол, или медицинская марихуана.
Исследование, проводившееся в США, показало, что 70 % пациентов, принимавших маринол, не только не похудели, но и прибавили в весе. В последующем исследовании ни у одного из 139 пациентов, принимавших маринол, не было отмечено потери веса, а прибавка веса зафиксирована у 22 %. В то же время пациенты, получавшие плацебо, потеряли в весе в среднем 1 фунт, и только 10 % прибавили 5 фунтов или более. Маринол (дронабинол) вызывал побочные эффекты, проявления которых варьировались от лёгких до умеренных. Исследователи пришли к заключению, что этот препарат является безопасным и эффективным средством для лечения снижения аппетита и связанной с ним потери в весе у людей, страдающих СПИДом. Однако многие считают воздействие дронабинол неприятным (в первом исследовании 20 % испытуемых прекратили приём), и большинство из них предпочитает курить марихуану, если предоставляется такая возможность.

### Рассеянный склероз
Уменьшение спастичности мышц при рассеянном склерозе.
Уменьшение тремора при рассеянном склерозе.

### Тошнота
Эффективность каннабиноидов в борьбе с тошнотой была известна ещё средневековым арабским авторам. Согласно многочисленным сообщениям, мореплаватели Востока курили гашиш, чтобы избежать «морской болезни». В 1980 году это свойство каннабиноидов было документировано доктором С. Салланом (США, 1980), в связи с чем возникли дебаты об их применении в качестве средства для купирования побочных эффектов химиотерапии при раке и СПИДе. В 1991 году исследовательская группа Гарвардского университета выявила, что 44 % врачей-онкологов в приватном порядке рекомендуют своим пациентам курить марихуану для облегчения побочных эффектов химиотерапии. Однако при частом и регулярном использовании каннабис может вызывать синдром каннабиноидной гиперемезии.

#### Тошнота при химиотерапии
Обычно для подавления тошноты применяют стандартные противорвотные препараты (компазин, зофран, китрил), но они помогают далеко не всегда и не повышают аппетит. В наиболее тяжёлых случаях медики Канады, США, Великобритании и некоторых других стран прописывают больным синтетический ТГК (маринол) или просто рекомендуют курить марихуану. Государственные программы исследований, ведущиеся во всем мире с 1971 г., всякий раз подтверждают, что ТГК является наиболее эффективным и наименее вредным средством от тошноты и рвоты. Более того: для некоторых больных он может заменить синтетические опиаты, которые обычно назначают для снятия раковых болей.
В 1979 году Альфред Чанг из Национального Института Онкологических Заболеваний (National Cancer Institute) провёл исследование пятнадцати пациентов со злокачественными образованиями кости. Он сравнил по противорвотному действию принятый внутрь и выкуренный дельта-9-ТГК с соответствующим приёмом плацебо для контроля. Контрольной группой были одни те же пациенты. Была очевидно доказана эффективность ТГК в уменьшении тошноты и рвоты. 72 % процента пациентов испытывали тошноту и рвоту при приёме плацебо, 44 % — при низкой концентрации ТГК в крови, 21 % — при умеренных концентрациях, и всего лишь 6 % при высоких концентрациях. Исследование показало также, что при курении ТГК быстрее попадает в кровяное русло и абсорбируется более стабильно.
Однако курение марихуаны обладает и целым рядом других преимуществ. Во-первых, быстродействие этого способа введения ТГК позволяет больному оперативно подавлять тошноту и определять индивидуальную дозировку «на глазок», делая то количество затяжек, какое он сочтёт достаточным. Во-вторых, марихуана, в отличие от чистого ТГК, эффективно стимулирует аппетит. И, в-третьих, она не вызывает чувства тревожности и дискомфорта, на которое жалуются многие пациенты, принимающие дронабинол. Очевидно, для лечебного эффекта имеет значение весь комплекс каннабиноидов, содержащихся в марихуане.

### Боль
Марихуана не столько анестетик, сколько релаксант. Благодаря расслабляющему действию боль ослабляется — за счёт того, что внимание расфокусируется.

### Спазмы
Медицинский каннабис облегчает спазмы, в частности это касается мышечных спазмов при рассеянном склерозе. Среди прочего, положительным эффектом при этом является нормализация сна.
Каннабис также защищает от остеопороза в преклонном возрасте, облегчает симптомы аллергического контактного дерматита и применяется при дерматозах и поражениях слизистых оболочек. На сегодняшний день ведётся много исследований на тему влияния каннабиса при тех или иных патологиях и диагнозах.

### Психозы
Есть данные о возможном антипсихотическом действии не-психоактивного компонента конопли каннабидиола. Потребители конопли с повышенным содержанием каннабидиола в волосах демонстрировали меньше шизофреноподобных симптомов, по данным одного исследования. В небольшом предварительном исследовании действия каннабидиола на психоз при изучении болезни Паркинсона также получены обнадёживающие результаты.

### Остальные заболевания
В ряде стран показанием для применения медицинского каннабиса являются также следующие заболевания:
- хроническая непрекращающаяся боль (особенно боль, ассоциированная с онкологическими заболеваниями, дегенеративными заболеваниями опорно-двигательного аппарата, системными ревматическими заболеваниями и иммунопатологическими состояниями, нейропатическая боль и боль при глаукоме);
- спастичность и связанная с ней боль при рассеянном склерозе или повреждении спинного мозга; спастичность, существенно ограничивающая подвижность и мобильность или дыхательную функцию пациента; гиперкинез как результат неврологического заболевания или других патологических состояний или осложнений, возникших в результате неврологического заболевания или травмы позвоночника с повреждением спинного или головного мозга; неврологический тремор при болезни Паркинсона и другие неврологические заболевания по решению медицинского специалиста;
- тошнота, рвота, для стимуляции аппетита во время лечения рака или ВИЧ-инфекции;
- синдром Туретта;
- дерматозы и поражения слизистых оболочек (применяются наружные формы медицинского каннабиса)[44].
- повышение прыгучести у овец при разовом потреблении [45].

## Доступ к терапии медицинским каннабисом
Отдельные формы медицинского каннабиса доступны пациентам по рецепту врача и для лечения строго установленного законом перечня заболеваний (преимущественно для уменьшения хронической боли, но и других) в следующих странах: Канада, США (отдельные штаты), Уругвай, Израиль, Нидерланды и в некоторых других.
Первая в Европе клиника, предоставляющая всем желающим возможности прохождения терапии медицинской марихуаной при наличии соответствующих показаний и под полным наблюдением лицензированного доктора, была открыта в Праге. Закон 236/2015 Чешской Республики устанавливает порядок выписки медицинского каннабиса (только через государственную программу электронных рецептов), формы препарата, допустимую дозировку, перечень заболеваний (как обезболивающее при хронической боли при онкологических заболеваниях, заболеваниях опорно-двигательного аппарата, глаукоме; спастичность при рассеянном склерозе, спастичность при травмах позвоночника с повреждением спинного мозга; тремор при болезни Паркинсона; синдром Туретта; дерматозы и поражения слизистых оболочек, для стимуляции аппетита при лечении онкологических заболеваний и ВИЧ-инфекции и т. д.), порядок использования, ограничения и т. д. Пражская клиника лечебной марихуаны сотрудничает с ведущими специалистами из различных областей медицины, консультирует и принимает пациентов со всего мира.
Россия